# Sri Vikrama Rajasinha
Sri Vikrama Rajasinha hay Vikrama Rajasinha của Kandy, (1780 - 30 tháng 1 năm 1832) là vị vua cuối cùng của Nhà Kandy xứ Tích Lan ở Ấn Độ Dương. Ông cũng là một nhà bảo trợ lớn của Phật giáo xứ Tích Lan.

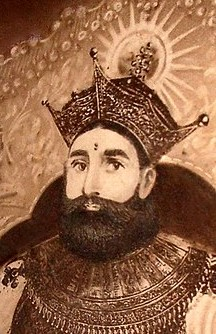
Tranh vẽ vua Sri Vikrama Rajasinha

Năm 1814, quốc vương bị một nhóm lính người Anh nổi dậy đòi lật đổ và sau đó vào năm 1815, người Anh phế truất ông theo Công ước Kandyan. Chấm dứt chế độ quân chủ trong suốt 2300 năm của hòn đảo.
Lá quốc kỳ ngày nay của Sri Lanka được thiết kế dựa trên bản mẫu của một lá cờ vào thời của ông.

## Ban đầu
Ông được sinh ra ở Madurai, Tamil Nadu trên tiểu lục địa Ấn Độ. Thân phụ của ông là Sri Venkata Perumal còn thân mẫu của ông là Subbamma Nayaka. Ông có tới 5 bà vợ và có khoảng chục người con. Ban đầu, ông được biết đến với cái tên Kannasamy. Ông kế vị người chú Sri Rajadhi Rajasinha khi mới 18 tuổi.

## Cái chết
Sau khi bị phế truất, nhà vua bị người Anh cầm tù ở miền nam Ấn Độ. Đến ngày 30 tháng 1 năm 1832, ông qua đời do bệnh Phù nề, hưởng niên 52 tuổi.

## Đánh giá
Ông là một người khá rụt rè, yếu nhát và cả nhu nhược. Vào thời của ông, quyền lực một phần lớn bị rơi vào tay các quý tộc. Tranh chấp quyền lực. Thời của ông liên tục phải tranh giành quyền lực với các quý tộc, đấu đá trong nội bộ thời ông rất thường xuyên xảy ra. Đất nước Tích Lan đã rơi vào thời kỳ suy thoái vào thời các vua trước đã trầm trọng hơn vào thời của ông.

## Ngôi vị
Vua của Kandy
Cai trị: 1798 - 10 tháng 2 năm 1815
Tiền nhiệm: Rajadhi Rajasinha
Kế nhiệm: Kết thúc chế độ quân chủ xứ Tích Lan. George III của Anh, lấy tư cách là người cai trị của British Ceylon.